# Abdallah Sima
Abdallah Dipo Sima (* 17. Juni 2001 in Dakar) ist ein senegalesischer Fußballspieler, der seit August 2021 beim englischen Erstligisten Brighton & Hove Albion unter Vertrag steht und in der Saison 2024/25 an Stade Brest ausgeliehen ist.

## Karriere

### Verein
Der im Senegal geborene Abdallah Sima spielte in seiner Heimat in einer Fußballakademie, bevor er nach seinem 18. Geburtstag in die Jugendabteilung des FC Évian Thonon Gaillard in Frankreich wechselte. Dort hielt es ihn jedoch nur rund sechs Monate, denn Anfang März 2020 schloss er sich dem tschechischen Zweitligisten FC MAS Táborsko an. Dort blieb ihm ein Debüt in der Saison 2019/20 aufgrund der COVID-19-Pandemie verwehrt.
Im Sommer 2020 überzeugte er in Testspielen von Táborsko und später durfte er ein Probetraining beim Erstligisten Slavia Prag absolvieren, der ihn im Juli 2020 schließlich für die Reservemannschaft unter Vertrag nahm. Sein Debüt in der dritthöchsten tschechischen Spielklasse gab er am 23. August 2020 (1. Spieltag) bei der 1:3-Auswärtsniederlage gegen Admira Prag sein Debüt, als er zur zweiten Halbzeit für Jonáš Kneifel eingewechselt wurde. Bei der 2:3-Heimniederlage gegen Loko Vltavín eine Woche später (2. Spieltag) gelang ihm bereits sein erster Treffer.
Gute Leistungen im Trikot der B-Mannschaft brachten ihm Ende September 2020 erstmals eine Beorderung in die erste Auswahl ein. Sein Ligadebüt bestritt er am 26. September (5. Spieltag) beim 3:0-Heimsieg gegen den 1. FC Slovácko, bei dem er in der Schlussphase für Tomáš Malínský in die Partie gebracht wurde. In den nächsten Pflichtspielen spielte er bereits regelmäßig. Am 5. November erzielte er beim 3:2-Heimsieg gegen den OGC Nizza in der UEFA Europa League sein erstes Tor. Am 6. Dezember schoss er Slavia mit einem Doppelpack zum 3:0-Derbysieg gegen den Lokalrivalen Sparta Prag.
Im August 2021 verließ er Prag und wechselte nach England zu Brighton & Hove Albion. Im direkten Anschluss wurde der Senegalese für eine Saison an Stoke City ausgeliehen. Nach Ablauf der Leihe kehrte der Spieler nicht nach Brighton zurück, sondern wurde eine weitere Spielzeit verliehen – dieses Mal an den SCO Angers. Danach folgte eine Leihe nach Schottland zu den Glasgow Rangers.
Im Sommer 2024 wurde Sima an Stade Brest verliehen.

### Nationalmannschaft
Sima debütierte im März 2021 für die senegalesische A-Nationalmannschaft.